# Сухоруково (Витебская область)
Сухоруково — исчезнувшая деревня в Городокском районе Витебской области Белоруссии.
Находилась в 1 версте к востоку от современной деревни Жуково.

## История
Деревня отмечена на карте середины XIX века, в Списке населённых мест Витебской губернии 1906 года (стр.91 №9), на картах РККА 1930-х годов и топографической карте начала 1980-х годов.